# Саса (насеље)
Саса (итал. Sassa) је насеље у Италији у округу Л'Аквила, региону Абруцо.
Према процени из 2011. у насељу је живело 1557 становника. Насеље се налази на надморској висини од 684 м.